# Кім Ду Хьон
Кім Ду Хьон (кор. 김두현, нар. 14 липня 1982, Тондучгон, Південна Корея) — південнокорейський футболіст, півзахисник.
Виступав, зокрема, за клуб «Сувон Самсунг Блювінгз», а також національну збірну Південної Кореї.

## Клубна кар'єра
У дорослому футболі дебютував 2001 року виступами за команду клубу «Сувон Самсунг Блювінгз», в якій провів чотири сезони, взявши участь у 106 матчах чемпіонату.
Згодом з 2005 по 2009 рік грав у складі команд клубів «Соннам», та «Вест-Бромвіч Альбіон».
2009 року повернувся до «Сувон Самсунг Блювінгз». Цього разу відіграв за сувонську команду наступні п'ять сезонів своєї ігрової кар'єри.
З 2015 по 2017 рік виступав у складі «Соннам».
У грудні 2017 року підписав контракт з малайзійським клубом «Негері Сембілан».

## Виступи за збірні
Протягом 2003—2004 років залучався до складу молодіжної збірної Південної Кореї. На молодіжному рівні зіграв у 31 офіційному матчі, забив 2 голи.
2004 року захищав кольори олімпійської збірної Південної Кореї. У складі збірної — учасник футбольного турніру на Олімпійських іграх 2004 року в Афінах.
2003 року дебютував в офіційних матчах у складі національної збірної Південної Кореї. Протягом кар'єри у національній команді, яка тривала 10 років, провів у формі головної команди країни 62 матчі, забивши 12 голів.
У складі збірної був учасником чемпіонату світу 2006 року у Німеччині та кубка Азії з футболу 2007 року, на якому команда здобула бронзові нагороди.

## Титули і досягнення
«Сувон Самсунг Блювінгз»
- Чемпіон Кореї (1): 2004
- Володар Кубка Південної Кореї (2): 2002, 2009
- Володар Кубок південнокорейської ліги з футболу (2): 2001, 2005
- Володар Суперкубка Південної Кореї (1): 2005
- Володар Кубка чемпіонів АФК (2): 2000–01, 2001–02
- Володар Суперкубка Азії (2): 2001, 2002

«Соннам»
- Чемпіон Кореї (1): 2006

Південна Корея
- Бронзовий призер Азійських ігор: 2002
- Переможець Кубка Східної Азії: 2003
- Бронзовий призер Кубка Азії: 2007